# Michael Armitage (Maler)
Michael Armitage (* 1984 in Nairobi, Kenia) ist ein britisch-kenianischer Maler. In seinen Ölbildern finden sich Elemente ostafrikanischer und europäischer Maltraditionen. Die Themen sind oft inspiriert durch aktuelle politische, soziale und gesellschaftliche Ereignisse.
Er lebt und arbeitet in Nairobi und London.

## Leben und Werk
Armitage wurde 1984 in Nairobi, Kenia geboren, seine Mutter ist Kenianerin, sein Vater Brite. Er wuchs in Kenia auf, studierte an der Slade School of Fine Art, London, die er 2007 mit dem Bachelor abschloss. Anschließend absolvierte er an der Royal Academy of Arts in London ein Postgraduiertenstudium.
Seine überwiegend großformatigen Bilder wechseln zwischen ostafrikanischen und europäischen Perspektiven und Genres, die teilweise von aktuellen politischen Themen und Ereignissen bestimmt sind. Beispielsweise setzte er sich in einer Serie von acht Gemälden mit den kenianischen Parlamentswahlen von 2017 und den damit einhergehenden Unruhen auseinander.
Die Ikonographie Ostafrikas steht im Mittelpunkt seiner Werke: die städtische und ländliche Landschaft, die koloniale und moderne Architektur, Werbetafeln, die üppige Vegetation und das vielfältige Tierleben. Hinter einer reichen Farbpalette und den Bildern, wie Träumen entsprungen, verbirgt sich jedoch eine subtile Darstellung der manchmal harten Realität Kenias: Politik, soziale Ungleichheit, Gewalt und extreme Unterschiede im Wohlstand. Im Gegenzug reflektiert Armitage das manchmal Absurde des Alltäglichen und kommentiert so die Gesellschaft als auch die umgebende natürliche Welt, indem er eine lyrische und trügerische Vision davon wiedergibt.
Sein Malstil verbindet die Einflüssen beider Kulturkreise, in dem er Elemente, Motive oder Farbkombinationen namhafter Künstler der europäischen Maltradition wie Tizian, Francisco de Goya, Édouard Manet, Paul Gauguin, Vincent van Gogh oder Egon Schiele in seine Werke einfließen lässt.
Bei einer Vielzahl seiner Bilder verwendet Michael Armitage statt einer Leinwand Lubugo, ein Rindentuch, das traditionell von den Baganda in Süd-Uganda aus der Rinde der Natalfeige Ficus natalensis gewonnen wird. Die Rinde wird vom Stamm gelöst und so lange bearbeitet, bis sie elastisch ist und gespannt werden kann. Anschließend wird der Feigenbaum zur Regenerierung mit Bananenblätter umhüllt. Traditionell wurde Lubugo bei Krönungs- und Heilungsritualen sowie als Leichentuch genutzt; mittlerweile kommt das Material auch im Kunsthandwerk zum Einsatz. Michael Armitage entdeckte Lubugo 2011 an einem Touristenstand in Nairobi. Die Verwendung von Lubugo ist für Michael Armitage gleichzeitig ein Versuch, das Thema seiner Bilder zu verorten und zu destabilisieren, wie er selbst formuliert. Die Unregelmäßigkeiten der Oberfläche des Materials bestimmen nicht nur die Art und Weise des Farbauftrags, sondern tragen letztlich zu Armitages unverwechselbarer amorphen Darstellungsform bei. Mit dem Auftragen mehrerer dünnflüssiger Lasuren schafft er so die vielschichtige, transparente und diffuse Farbenwelt, die seinen Bildern eine mystisch, traumhafte Anmutung verleiht. Auch Bruch- oder Nahtstellen des Materials lässt er bis in die Komposition der Bilder hineinwirken.
Im Jahr 2020 gründete Armitage das Nairobi Contemporary Art Institute (NCAI) – eine gemeinnützige Einrichtung, die sich zur Aufgabe macht, Raum für Kunst in Nairobi zu schaffen und insbesondere zeitgenössische Kunst in Ostafrika zu fördern und zu unterstützen. Das Institut verfügt über eine Bibliothek für zeitgenössische Kunst, die in Zusammenarbeit mit dem Künstlerkollektiv Kuona Artists Collective, Nairobi um ein Archiv zu Aktivitäten und Ausstellungen von Künstlerinnen und Künstlern sowie der Kunst Ostafrikas ergänzt werden soll.
Das Haus der Kunst in München zeigte 2020/2021 bislang die umfassendste Präsentation seiner Werke in einem Museum und zugleich seine erste in Deutschland. Konzipiert wurde die Ausstellung  in Zusammenarbeit mit der Royal Academy of Art, die etwas mehr als 10 Jahre nach Armitages Abschluss an der Akademie diese Präsentation von 15 seiner großformatigen Gemälde aus den letzten sechs Jahren übernimmt. Ergänzt ist diese Ausstellung mit einer Auswahl an Arbeiten ostafrikanischer Künstler des 20. Jahrhunderts, wie Meek Gichugu, Jak Katarikawe, George Lilanga, Theresa Musoke, Asaph Ng'ethe Macua, Elimo Njau, Magdalene Odundo und Sane Wadu. Armitage wählte diese Künstler wegen ihrer wichtigen Rolle bei der Gestaltung der figurativen Malerei in Kenia bzw. Ostafrika aus. Auch hatten diese Künstler einen tiefgreifenden Einfluss auf seine eigene künstlerische Entwicklung.
Die Werke des Künstlers sind in bedeutenden Museen und öffentlichen Sammlungen vertreten, darunter das Art Institute of Chicago, das Dallas Museum of Art, das Metropolitan Museum of Art, New York, das Museum of Contemporary Art in Chicago, die Scottish National Gallery, Edinburgh, das San Francisco Museum of Modern Art, das Solomon R. Guggenheim Museum, New York sowie die Tate Gallery of Modern Art, London.

## Ausstellungen
Einzelausstellungen (Auswahl):
- 2010 – Royal Academy Schools Studios, London
- 2015 – White Cube Bermondsey, London
- 2016 – Berkeley Art Museum, San Francisco
- 2017 – White Cube, Hongkong
- 2017 – Turner Contemporary, Margate, England
- 2017 – South London Gallery, London
- 2019 – Museum of Contemporary Art, Sydney, Australia
- 2019 – Fondazione Sandretto Re Rebaudengo, Turin
- 2019/2020 – Museum of Modern Art (MoMA), New York
- 2020 – Norval Foundation, Kapstadt
- 2020/2021 – Haus der Kunst, München: Paradise Edict
- 2021 – Royal Academy of Art, London
- 2021 – Ny Carlsberg Glyptotek, Kopenhagen: Account of an Illiterate Man
- 2022 – Kunsthalle Basel sowie Real Academia de Bellas Artes de San Fernando, Madrid
- 2023 – Kunsthaus Bregenz

Gruppenausstellungen (Auswahl):
- 2015 – Biennale Lyon
- 2017 – Scottish National Gallery of Modern Art, Edinburgh
- 2018 – Nasher Museum of Art, Duke University, Durham
- 2019 – Biennale Venedig
- 2020 – Biennale Taipeh

## Publikationen (Auswahl)
- 2020: Schneider, Anna: Michael Armitage. Paradise Edict (Ausstellungskatalog, Haus der Kunst, München). Verlag Walther König
- 2022: Emeka, Leonie Chima / Eisenhofer, Stefan: Michael Armitage: Paradise Edict ( Haus der Kunst , Munich) - Review. in: African Arts (2022) 55 (2): 82–84.
- 2023: Trummer, Thomas D. (Hg.): Michael Armitage. Pathos and the Twilight of the Idle: Kunsthaus Bregenz. Verlag Walther König

## Auszeichnungen
Im Herbst 2020 erhielt Michael Armitage den Ruth-Baumgarte-Preis verliehen.